# Cola congolana
Cola congolana är en malvaväxtart som beskrevs av Wildem. och Th. Dur.. Cola congolana ingår i släktet Cola och familjen malvaväxter. Utöver nominatformen finns också underarten C. c. puberula.